# Pseudocyphellaria argyracea
Pseudocyphellaria argyracea är en lavart som först beskrevs av Dominique François Delise och fick sitt nu gällande namn av Edvard Vainio. 
Pseudocyphellaria argyracea ingår i släktet Pseudocyphellaria och familjen Lobariaceae.   Inga underarter finns listade i Catalogue of Life.